# Ritt Momney
Jack Rutter (Dallas, 12 de outubro de 1999), mais conhecido como Ritt Momney, é um cantor estadunidense de Salt Lake City, Utah. Seu nome artístico é um spoonerismo do político Mitt Romney, senador dos Estados Unidos por Utah desde 2019.

## Carreira
Ritt Momney era anteriormente o nome de uma banda indie formada por Rutter no colégio, mas ele se tornou um artista solo depois que seus companheiros partiram para se tornarem missionários da Igreja Mórmon.
Rutter gravou uma versão cover da música "Put Your Records On", que foi lançada em 24 de abril de 2020, originalmente de forma independente pela DistroKid e posteriormente relançada pela Disruptor Records e Columbia Records. A canção se tornou um sleeper hit depois de ganhar popularidade no serviço de compartilhamento de vídeos TikTok em setembro de 2020. Internamente, atingiu o número 30 na Billboard Hot 100. A canção também alcançou o top 40 de 15 países, e alcançou o pico no top 10 na Austrália e Nova Zelândia.
Quando questionado sobre Ritt, o senador dos EUA Mitt Romney disse: "Eles dizem que a imitação é a mais sincera forma de elogio. Com toda a seriedade, desejo a Ritt Momney muita sorte em sua carreira musical e em todos os seus empreendimentos futuros."

## Vida pessoal
Rutter nasceu em 12 de outubro de 1999, em Dallas, Texas. Quando ele tinha cerca de dois anos, sua família mudou-se para Salt Lake City, onde ele reside até hoje. Ele cresceu em uma forte comunidade de SUD, o que influenciou seu início de carreira musical. Rutter se formou na East High School em Salt Lake City.
Rutter se considera politicamente de esquerda.

## Discografia
- Her and All of My Friends (2019)
- Sunny Boy (2021)